# بورونوفکا
بورونوفکا (انگلیسی: Burunovka) یک شهرک در شهرستان گافوریسکی استان باشقیرستان کشور روسیه است.